# Barraca del Joanet de Cal Marino
La barraca del Joanet de Cal Marino, o barraca G-15, és una barraca de vinya del municipi de Subirats (Alt Penedès), situada al fondo de Mas Granada, a les muntanyes d'Ordal, a uns 900 metres al nord-est de l'Ordal.
És una construcció aixecada en pedra seca, de planta circular, de 3,40 x 3,50 m d'amplada i 2,10 m d'alçada total. El portal, de llinda simple, està orientat al sud-sud-est, té una alçada de 98 cm, una amplada de 50 cm i un gruix de 65 cm. Té un cocó. Tenia el sostre parcialment enderrocat i va ser restaurat el 2022.
El codi utilitzat en la denominació d'aquesta barraca (lletra + número) procedeix d'un estudi realitzat per Araceli Soler i Jaume Rovira, que intenta sistematitzar la informació sobre aquests elements arquitectònics al terme de Subirats.